# Emily Stellino
Emily Stellino (23 de septiembre de 1999) es una deportista australiana que compite en taekwondo. Ganó tres medallas en el Campeonato de Oceanía de Taekwondo entre los años 2018 y 2022.

## Palmarés internacional
| Campeonato de Oceanía | Campeonato de Oceanía | Campeonato de Oceanía | Campeonato de Oceanía |
| Año                   | Lugar                 | Medalla               | Categoría             |
| --------------------- | --------------------- | --------------------- | --------------------- |
| 2018                  | Mahina (Francia)      | Medalla de plata      | +67 kg                |
| 2019                  | Apia (Samoa)          | Medalla de oro        | –67 kg                |
| 2022                  | Papeete (Francia)     | Medalla de plata      | +67 kg                |